# Premi de les Lletres Catalanes Ramon Llull
|  | Aquest article tracta sobre el premi literari. Vegeu-ne altres significats a «Premis Ramon Llull». |

El premi de les Lletres Catalanes Ramon Llull és un premi literari per a obres inèdites en català atorgat per l'editorial Planeta. És un dels premis amb major dotació econòmica per a obres en llengua catalana. Fins al 2012 era de 90.000 euros, a partir de 2013 de 60.000 i es lliura anualment el mes de gener.

## Història
Fou creat per l'editor José Manuel Lara Hernández l'any 1981 amb l'objectiu de distingir i divulgar una novel·la escrita en llengua catalana. L'obra guanyadora és traduïda al castellà i al francès. Tot i que inicialment només premiava novel·les, actualment poden presentar-s'hi obres d'assaig o memòries.
Entre el 2007 i el 2010, el premi el van convocar conjuntament l'Editorial Planeta i el Govern d'Andorra. A partir de l'edició de 2011 el convoquen conjuntament l'editorial i la Fundació Ramon Llull.
La mateixa editorial havia lliurat un premi amb el mateix nom els anys 1968 i 1969 que havien guanyat Joan Sales i Mercè Rodoreda per les novel·les Incerta Glòria i El carrer de les Camèlies respectivament.

## Guanyadors
- 1981 — Joan Perucho i Gutierres-Duque per Les aventures del cavaller Kosmas
- 1982 — Ramon Folch i Camarasa per Sala de miralls
- 1983 — Pere Gimferrer per Fortuny
- 1984 — Ignasi Riera i Gassiot per El rellotge del pont d'Esplugues
- 1985 — Miquel Ferrà i Martorell per El misteri del Cant Z-506
- 1986 — Olga Xirinacs Díaz per Zona marítima
- 1987 — Valentí Puig per Somni Delta
- 1988 — Pau Faner per Moro de rei
- 1989 — Carme Riera per Joc de miralls
- 1990 — Sebastià Serrano per Elogi de la passió pura
- 1991 — Lluís Romero per Castell de cartes
- 1992 — Terenci Moix per El sexe dels àngels
- 1993 — Jaume Fuster i Guillemó per El jardí de les Palmeres
- 1994 — Nèstor Luján per La Rambla fa baixada
- 1995 — Albert Manent per Marià Manent, biografia íntima i literària
- 1996 — Josep Maria Ballarín per Santa Maria, pa cada dia
- 1997 — Joan Corbella per D'avui a demà
- 1998 — Joan Barril per Parada obligatòria
- 1999 — Maria de la Pau Janer per Lola
- 2000 — Maria Mercè Roca per Delictes d'amor
- 2001 — Baltasar Porcel per L'emperador o L'ull del vent
- 2002 — Màrius Carol per Les seduccions de Júlia
- 2003 — Gemma Lienas per El final de joc
- 2004 — Alfred Bosch per Les set aromes del món
- 2005 — Lluís-Anton Baulenas per Per un sac d'ossos
- 2006 — Màrius Serra per Farsa
- 2007 — Gabriel Janer Manila per Tigres
- 2008 — Najat El Hachmi per L'últim patriarca
- 2009 — Carles Casajuana per L'últim home que parlava català
- 2010 — Vicenç Villatoro per Tenim un nom
- 2011 — Núria Amat per Amor i guerra.
- 2012 — Imma Monsó per La dona veloç.[3]
- 2013 — Sílvia Soler per L'estiu que comença.
- 2014 — Care Santos per Desig de xocolata.[4]
- 2015 — Xavier Bosch per Algú com tu
- 2016 — Víctor Amela per La filla del capità Groc
- 2017 — Pilar Rahola per Rosa de cendra[5]
- 2018 — Martí Gironell per La força del destí[6]
- 2019 — Rafel Nadal per El fill de l'italià[7]
- 2020 — Núria Pradas per Tota una vida per recordar[8][9]
- 2021 — Gerard Quintana per L'home que va viure dues vegades[10]
- 2022 — Empar Moliner per Benvolguda[11]
- 2023 — Andreu Claret i Serra per París érem nosaltres[12]
- 2024 — Ramon Gener Sala per Història d'un piano[13]
- 2025 — Estel Solé, per Aquest tros de vida[14]